# Голем Габар
Голем Габар (мкд. Голем Габер) је насеље у Северној Македонији, у источном делу државе. Голем Габар је село у саставу општине Карбинци.

## Географија
Голем Габар је смештен у источном делу Северне Македоније. Од најближег града, Штипа, насеље је удаљено 20 km источно.
Насеље Голем Габар се налази у историјској области Јуруклук, која представља западни, брдски део планине Плачковице, чији се највиши део уздиже ка североистоку. Надморска висина насеља је приближно 550 метара.
Месна клима је умерено континентална.

## Становништво
Голем Габар је према последњем попису из 2002. године имао 32 становника.
Већинско становништво су Турци (100%).
Претежна вероисповест месног становништва је ислам.